# Akita Northern Happinets
Maillots
Akita Northern Happinets est un club japonais de basket-ball basé à Akita. Le club appartient à la B.League, la ligue de plus haut niveau du Japon, fondée en 2016.

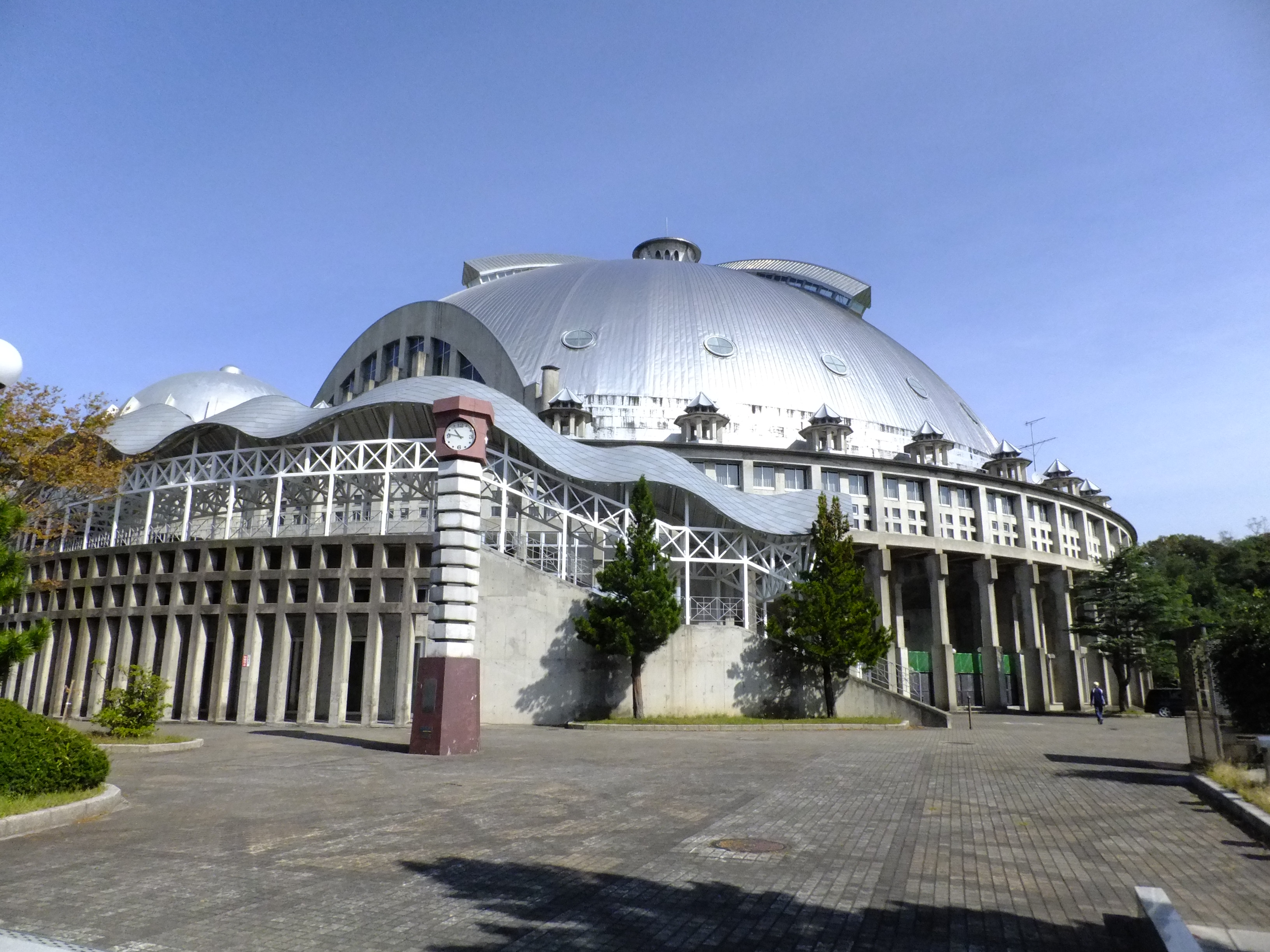
CNA Arena Akita

## Bilan sportif

### Palmarès
- Champion de Conférence  (2) : 2014 et 2015.

### Bilan saison par saison
| Saison                   | Phase régulière | Phase régulière | Phase régulière | Phase régulière | Phase régulière | Phase régulière | Phase régulière | Phase régulière | Playoffs      | Playoffs                        | Playoffs | Playoffs | Playoffs | Playoffs |
| Saison                   | Niveau          | Division        | Conférence      | Classement      | MJ              | V               | D               | %V              | Dernier tour  | Dernier adversaire              | MJ       | V        | D        | %V       |
| ------------------------ | --------------- | --------------- | --------------- | --------------- | --------------- | --------------- | --------------- | --------------- | ------------- | ------------------------------- | -------- | -------- | -------- | -------- |
| Akita Northern Happinets |                 |                 |                 |                 |                 |                 |                 |                 |               |                                 |          |          |          |          |
| 2010-2011                | Bj League       | I               | Est             | 6e              | 50              | 18              | 32              | .360            | Premier tour  | Niigata Albirex BB              | 2        | 0        | 2        | .000     |
| 2011-2012                | Bj League       | I               | Est             | 3e              | 52              | 28              | 24              | .538            | Deuxième tour | Yokohama B-Corsairs             | 6        | 3        | 3        | .500     |
| 2012-2013                | Bj League       | I               | Est             | 5e              | 52              | 26              | 26              | .500            | Deuxième tour | Niigata Albirex BB              | 5        | 2        | 3        | .400     |
| 2013-2014                | Bj League       | I               | Est             | 3e              | 52              | 40              | 12              | .769            | Finaliste     | Ryukyu Golden Kings             | 6        | 5        | 1        | .833     |
| 2014-2015                | Bj League       | I               | Est             | 1er             | 52              | 41              | 11              | .788            | Finaliste     | Hamamatsu Higashimikawa Phoenix | 7        | 5        | 2        | .714     |
| 2015-2016                | Bj League       | I               | Est             | 3e              | 52              | 35              | 17              | .673            |               |                                 | 6        | 5        | 1        | .833     |
| 2016-2017                | B.League        | I               | Est             | 5e              | 60              | 18              | 42              | .300            | Relégation    |                                 |          |          |          |          |
| 2017-2018                | B.League2       | II              | Est             | 1er             | 60              | 54              | 6               | .900            | Finaliste     | Rizing Zephyr Fukuoka           | 5        | 3        | 2        | .600     |
| 2018-2019                | B.League        | I               | Est             | 5e              | 60              | 17              | 43              | .283            |               |                                 |          |          |          |          |
| 2019-2020                | B.League        | I               | Est             | 5e              | 41              | 19              | 22              | .463            |               |                                 |          |          |          |          |
| 2020-2021                | B.League        | I               | Est             | 7e              | 59              | 28              | 31              | .475            |               |                                 |          |          |          |          |
| 2021-2022                | B.League        | I               | Est             | 5e              | 54              | 31              | 23              | .574            | Premier tour  | Ryukyu Golden Kings             | 2        | 0        | 2        | .000     |

## Joueurs et personnalités du club

### Entraîneurs
Le tableau suivant présente la liste des entraîneurs du club depuis 2010.
| Rang | Nom            | Période   |
| ---- | -------------- | --------- |
| 1    | Robert Pierce  | 2010-2011 |
| 2    | Kazuo Nakamura | 2011-2014 |

| Rang | Nom             | Période   |
| ---- | --------------- | --------- |
| 3    | Makoto Hasegawa | 2014-2017 |
| 4    | Josep Clarós    | 2017-2019 |

| Rang | Nom         | Période |
| ---- | ----------- | ------- |
| 5    | Kenzo Maeda | 2019-   |

### Joueurs emblématiques
- Fumiya Ikei
- Shusei Ishii
- Jung Seyoung
- Makoto Kato
- Yuki Kikuchi
- Yuki Kitamuki
- Dai Murakami
- Yuki Sasaki (basket-ball)
- Yuki Togashi
- Yuki Yamaguchi (basket-ball)
- Amida Brimah
- Travon Bryant
- Dwight Coleby
- Stanton Kidd
- Leo Lyons (basket-ball)
- Richard Roby
- Elhadji Wade
- Ty Walker
- Stephen Zack